# Mała Piaśnica
Mała Piaśnica (kaszb. Môłô Piôsznica lub też Môłô Piôsznic, niem. Klein Piasnitz) – wieś kaszubska w Polsce położona w województwie pomorskim, w powiecie puckim, w gminie Puck na obszarze Puszczy Darżlubskiej nad rzeką Piaśnicą. Wieś jest częścią składową sołectwa Domatówko.
Inne miejscowości o nazwie Piaśnica: Wielka Piaśnica, Piaśnica